# Distrito electoral de Grant (condado de Hitchcock, Nebraska)
Grant (en inglés: Grant Precinct) es un distrito electoral ubicado en el condado de Hitchcock en el estado estadounidense de Nebraska. En el Censo de 2010 tenía una población de 39 habitantes y una densidad poblacional de 0,41 personas por km².

## Geografía
Grant se encuentra ubicado en las coordenadas 40°7′55″N 100°55′41″O / 40.13194, -100.92806. Según la Oficina del Censo de los Estados Unidos, Grant tiene una superficie total de 94.38 km², de la cual 94.38 km² corresponden a tierra firme y (0%) 0 km² es agua.

## Demografía
Según el censo de 2010, había 39 personas residiendo en Grant. La densidad de población era de 0,41 hab./km². De los 39 habitantes, Grant estaba compuesto por el 100% blancos, el 0% eran afroamericanos, el 0% eran amerindios, el 0% eran asiáticos, el 0% eran isleños del Pacífico, el 0% eran de otras razas y el 0% pertenecían a dos o más razas. Del total de la población el 0% eran hispanos o latinos de cualquier raza.